# Бобтаун (Пенсільванія)
Бобтаун (англ. Bobtown) — переписна місцевість (CDP) в США, в окрузі Грін штату Пенсільванія. Населення — 701 особа (2020).

## Географія
Бобтаун розташований за координатами 39°45′37″ пн. ш. 79°59′4″ зх. д. / 39.76028° пн. ш. 79.98444° зх. д. (39.760264, -79.984447).  За даними Бюро перепису населення США в 2010 році переписна місцевість мала площу 1,64 км², уся площа — суходіл.

## Демографія
Згідно з переписом 2010 року, у переписній місцевості мешкало 757 осіб у 314 домогосподарствах у складі 209 родин. Густота населення становила 461 особа/км².  Було 340 помешкань (207/км²).
Расовий склад населення:
| - 96,7 % — білих - 0,4 % — чорних або афроамериканців - 0,4 % — азіатів - 0,3 % — корінних американців |

До двох чи більше рас належало 2,2 %. Частка іспаномовних становила 1,5 % від усіх жителів.
За віковим діапазоном населення розподілялося таким чином: 21,5 % — особи молодші 18 років, 59,9 % — особи у віці 18—64 років, 18,6 % — особи у віці 65 років та старші. Медіана віку мешканця становила 41,8 року. На 100 осіб жіночої статі у переписній місцевості припадало 94,6 чоловіків;  на 100 жінок у віці від 18 років та старших — 91,6 чоловіків також старших 18 років.
Середній дохід на одне домашнє господарство  становив 53 385 доларів США (медіана — 38 125), а середній дохід на одну сім'ю — 64 148 доларів (медіана — 61 500). Медіана доходів становила 62 250 доларів для чоловіків та 30 563 долари для жінок. За межею бідності перебувало 11,7 % осіб, у тому числі 10,8 % дітей у віці до 18 років та 17,6 % осіб у віці 65 років та старших.
Цивільне працевлаштоване населення становило 337 осіб. Основні галузі зайнятості: освіта, охорона здоров'я та соціальна допомога — 30,9 %, роздрібна торгівля — 13,4 %, публічна адміністрація — 10,4 %, сільське господарство, лісництво, риболовля — 10,1 %.